# Bonnabeau Dome
Der Bonnabeau Dome ist ein markanter, kuppelförmiger und von Eis überdeckter Berg nahe der Eights-Küste des westantarktischen Ellsworthlands. Er ragt an der Westflanke des Gopher-Gletschers in einer Entfernung von 6 km westlich des ähnlich erscheinenden Anderson Dome in den Jones Mountains auf.
Teilnehmer einer Expedition der University of Minnesota zu den Jones Mountains (1960–1961) kartierten ihn und benannten den Berg nach Raymond C. Bonnabeau Jr. (1933–2011), Arzt bei der Forschungsreise.